# Silver Lake (Karolina Północna)
Silver Lake – jednostka osadnicza w Stanach Zjednoczonych, w stanie Karolina Północna, w hrabstwie New Hanover.